# Nematocampa reticulata
Nematocampa reticulata är en fjärilsart som beskrevs av Butler 1881. Nematocampa reticulata ingår i släktet Nematocampa och familjen mätare. Inga underarter finns listade i Catalogue of Life.